# Recovery (Android)

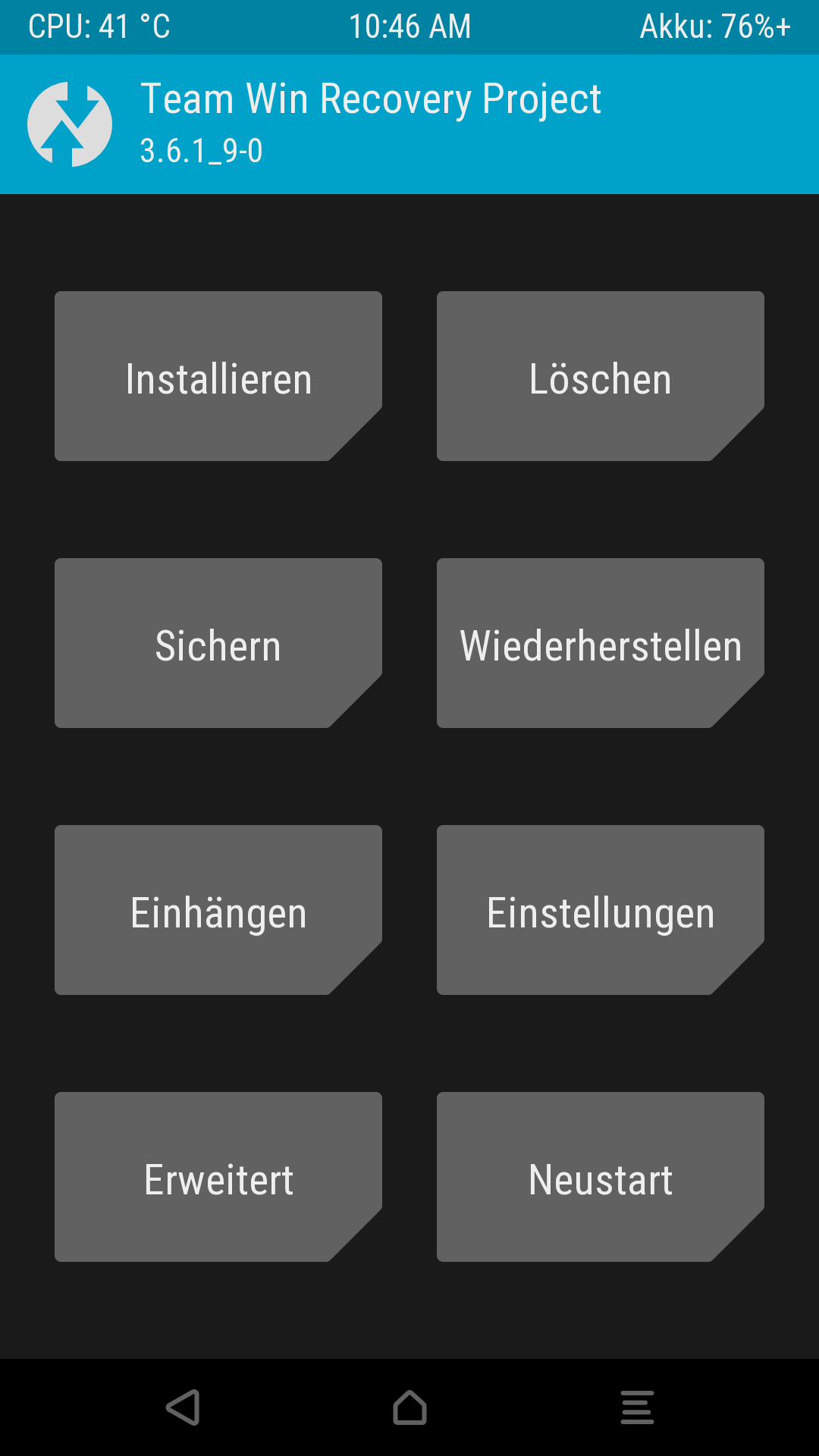
Das freie Recovery TWRP mit voller Touchfunktionalität ist in mehrere Sprachen umschaltbar

Als Recovery (englisch für Wiederherstellung) wird ein spezieller Betriebsmodus von Android-Geräten bezeichnet, der bestimmte Wartungs- oder Wiederherstellungsarbeiten ermöglicht.

## Grundsätzliches
Das (auch: die) Recovery ist getrennt vom eigentlichen Benutzerbetriebssystem in einem separaten Speicherbereich installiert und kann funktionell als ein eigenes einfaches Betriebssystem betrachtet werden, das alternativ zum Hauptsystem gebootet werden kann. Dazu ist meist eine spezielle Tastenkombination reserviert; meist muss beim Einschalten zusätzlich eine der Lautstärketasten gedrückt gehalten werden, um ins Recovery zu gelangen statt ins Hauptsystem.
Die Bedienoberfläche des Recovery ist schlicht und funktionsorientiert. Einfache Ausführungen „sprechen“ nur Englisch, besitzen unter Umständen nicht einmal Touchfunktion und werden dann über die Laut-/Leise-Tasten (als Navigationstasten) sowie die Power-Taste (als Enter-Taste) in Menüstruktur bedient. Freie Recoverys wie das verbreitete TWRP bieten eine umfangreichere, konfigurierbare Funktionalität, die auch die Touchfunktion nutzt.
Das Recovery besteht unabhängig vom eigentlichen Android, daher kann das werkseitige Recovery durch ein anderes ersetzt werden. Dazu sind allerdings zunächst Sicherheitsvorkehrungen abzuschalten („Bootloader entsperren“), was zum Verlust von Gewährleistungsansprüchen führen kann.

## Anwendung
Da sich das Recovery in einem separaten, vom eigentlichen Android-System getrennten Speicherbereich befindet und nur bei nicht laufendem Android gebootet wird, kann es von außen auf die Hauptbetriebssysteminstallation zugreifen. Das ermöglicht beispielsweise Datenrettungsmaßnahmen bei defektem Android, indem der Benutzerdatenspeicher über das Recovery ausgelesen wird.  Das Recovery kann mit der Außenwelt kommunizieren, in der Regel über die USB-Schnittstelle des Geräts, und bietet dadurch einem angeschlossenen Computer direkten Zugriff auf das Mobilgerät.
Je nach Auslegung kann das Recovery das Hauptbetriebssystem modifizieren oder es sogar löschen und durch ein anderes ersetzen. So kann eine beschädigte Installation repariert oder auch das herstellerseitige Android gelöscht und durch ein vollständig anderes ersetzt werden. Die Installation eines Custom-ROM, also eines alternativen Android-Systems, erfordert in der Regel als ersten Schritt die Installation eines freien Recovery, da das werkseitige Recovery dies nicht zuließe. Über das freie Recovery wird dann das Custom-ROM aufgespielt.